# Carex macrorrhiza
Carex macrorrhiza är en halvgräsart som beskrevs av Johann Otto Boeckeler. Carex macrorrhiza ingår i släktet starrar, och familjen halvgräs. Inga underarter finns listade i Catalogue of Life.